# Брянка
Бря́нка — місто в Україні, у Кадіївській міській громаді Алчевського району Луганської області,  Населення — 46 тис. осіб. Тимчасово окуповане російськими військами.

## Географія
Місто Брянка розташоване у південно-східній частині Донецького кряжа, за 59 км від обласного центра — міста Луганськ. Загальна площа міста — 6354 га,
Сусідні населені пункти: міста Кадіївка (примикає) на півночі, Алмазна на північному заході, селища Новий, Глибокий, Ганнівка, Ломуватка на заході, Южна Ломуватка, Старе, село Оленівка на південному заході, міста Зоринськ, Кипуче на півдні, Алчевськ на південному сході, села Кам'янка, Петрівка на сході, селища Криничанське, Яснодольськ на північному сході.

### Природа
Територією міста протікає річка Лозова (права притока Лугані, басейн Сіверського Дінця). На північно-західній околиці бере початок річка Комишуваха.
У місті Брянка в районі балки Стара Замківка заповідний скельний масив — унікальне природне утворення, назване Мар'їн стрімчак. Біля цього скельного масиву знаходиться база відпочинку «Мар'їна круча».

## Історія
У XVII сторіччі на місці селища існувало два зимівники Кальміуської паланки Війська Запорозького Низового, відомих як «Кам'яний Яр» та «Гриценків Протік», що були засновані у 1696 році.
Відставні запорожці, що мали тут зимівники, з успіхом займалися тваринництвом і хліборобством, та постачали свою продукцію до Бахмутської фортеці.
У 1730 році князь С. М. Терентьєв придбав хутори Кам'яний Яр і Гриценкова Протока, завіз сюди своїх кріпаків, побудував хати і заснував село Лозова за назвою р. Лозової.
1763 року з'явилося село Краснополівське за іменем поміщика Краснопола, який тут оселився.
1776 року серб секунд-майор Павло Міокович отримав три тисячі десятин родючої землі поблизу р. Лозової і заснував велике село, назвавши його за своїм іменем Павлівкою. Сусідні села Лозова, Павлівка та Петрівка (яка належала Ганні Міокович) утворили 1787 року велике село Лозова-Павлівка. Родюча рілля та пасовища сприяли вирощуванню зерна, розвитку сільських промислів — винокурного, маслоробного, народних ремесел — бондарного, ковальського, швацтва, ткацтва, торгівлі. У Лозовій-Павлівці проходили багатолюдні ярмарки, базари. Діяли кілька майстерень та промислових артілей, що й визначило створення Лозовопавлівської волості, для цього в Лозовій-Павлівці були побудовані адміністративні будівлі волосного центру.
На початку XX століття були засновані Брянківський рудник і товариство банківських кам'яновугільних шахт та рудників. Утворилося велике місто Кадіївка, куди увійшли Голубівка, Брянка та інші.
З 1963 року Брянка — місто обласного підпорядкування.
Від 12 червня 2020 року відповідно до Розпорядження Кабінету Міністрів України № 717-р «Про визначення адміністративних центрів та затвердження територій територіальних громад Луганської області» місто увійшло до складу Кадіївської міської громади.

### Російсько-українська війна
Після початку Російсько-української війни, з 2014 року перебуває під окупацією, та керується маріонетковим режимом, встановленим Російською Федерацією.
22 жовтня 2014 року містяни провели мітинг, вимагаючи у бойовиків виплатити пенсії (не виплачувались станом на жовтень 4 місяці), відповіддю були автоматні черги над головами.
Від 2014 року територію бази відпочинку «Мар'їна круча» почали використовувати як базу батальйону «Брянка-СССР» як катівню та ізолятор. Там утримували цивільних, військовополонених, волонтерів, чиновників, підприємців, у яких відбирали майно. У місці несвободи відбувалися вбивства, зґвалтування, полонених жорстоко катували. Полонених ймовірно тримали в підвальному приміщенні та на першому поверсі. За свідченнями місцевих, стіни там були чорні від крові. Катівня перестала функціонувати у 2015 році. У липні того року так зване МВС ЛНР розпочало розслідування проти учасників батальйону, частина з них згодом втекла до Росії. На території бази співробітники так званого Беркуту «ЛНР» виявили останки близько 17 осіб. Серед них опізнали цивільних мешканців Брянки.
2 лютого 2015 року, після прицільного обстрілу українськими військами, терористи полишили низку позицій поблизу Брянки.
4 лютого 2015 року, під Брянкою українською артилерією були прицільно обстріляні позиції з бойовою технікою резервного підрозділу Збройних сил Росії, спостерігалися численні детонаційні вибухи.
5—6 лютого 2015 року українські військовики поблизу Брянки підірвали 7 складів із набоями терористичних формувань.
Після повномасштабного вторгнення у 2022 році Брянка та сусідні міста почало виконувати роль логістичного хабу окупаційних військ, оскільки має вигідне розташування майже по середині обласних центрів. Також цьому сприяє розвинена транспортна мережа.

## Економіка
З XVII сторіччя, хутори які знаходились у районі міста Брянка розвивались природним для цієї частини сучасної України чином, родюча земля сприяла вирощуванню зерна, розвитку сільського господарства, виноробства, маслоробства, ковальського, швацтва, ткацтва, торгівлі та іншого.
З 1851 року почали з'являтись перші вугільні копанки Брянківського рудника, та почався видобуток вугілля. Також з'явилося кілька коксових фабрик. Це сприяло розвитку селищ які знаходились на місці теперішнього міста.
На початку XX століття після окупації більшовиками, почались процеси колективізації що супроводжувались голодомором в Україні, це дало великий негативний наслідок на економіку та населення міста.
На початку так званої індустріалізації, Брянка як і в цілому інші міста півдня сучасної Луганської області, почали стрімко перетворюватись на промислові, шахтарські міста. На заміну населення, постраждалого під час голодомору, в місто почали направляти людей з інших частин СРСР.
Після розпаду СРСР та переходу на ринкову економічну модель виявилось, що велика кількість підприємств не здатні конкурувати в умовах вільного ринку через низьку енергоефективність підприємств та відставання в технічному плані. Велика кількість підприємств стала дотаційними та збанкрутувала. Через це почались скорочення шахт в місті та околицях. До 1995 року було 12 вугільних шахт, а до 2006 року залишилося 3 шахти.
Після окупації міста у 2014 році про технічний стан та умови праці на підприємствах міста відомо мало.

## Транспорт
Через місто проходить автомагістраль Луганськ — Сєвєродонецьк.
У місті розвинута мережа залізниць: на території міста знаходиться тупикова станція Авдакове — відгалуження ліній Лиман — Родакове, а також станція Ломуватка Донецької залізниці.
Впродовж 1970—1990-х років у місті діяла дитяча залізниця.

## Населення
На момент 1913 року населення становило 19 тис. осіб.
На початку XX століття після окупації більшовиками, почався голодомор в Україні, що зачепив також і Луганську область. Це мало негативний вплив на кількість населення, та етнічний склад міста.
Під час та після індустріалізації в місто та сусідні селища направляли людей з різних частин СРСР. Так вже у 1959 р. кількість населення становила 77,6 тис. осіб.
Але через політичні та економічні проблеми СРСР, так названий період застою, населення почало поступово зменшуватись, до 64,8 тис. осіб у 1989 р.
І на момент розпаду СРСР, у 1991 р. кількість населення становила вже 64 тис. осіб.
Після становлення незалежної України та з переходом на ринкову економіку, багато підприємств області виявились неконкурентоспроможними. Це знову призвело до скорочення кількості населення, і у 2006 році, кількість населення становила 48,5 тис. осіб.
Після окупації міста у 2014 році багато людей покинуло місто, тому отримати точні дані про кількість мешканців міста наразі неможливо. Дані окупаційної влади вказують на кількість станом на 2017 рік як 46 тис. осіб.
| Чисельність населення | Чисельність населення |
| --------------------- | --------------------- |
| Роки                  | Тис., осіб            |
| 1913                  | 19,0                  |
| 1959                  | 77,6                  |
| 1989                  | 64,8                  |
| 1991                  | 64,0                  |
| 2006                  | 48,5                  |

| Етнічний склад населення міста станом на 2001 рік | Етнічний склад населення міста станом на 2001 рік |
| ------------------------------------------------- | ------------------------------------------------- |
| Національність                                    | Частка, %                                         |
| Українці                                          | 54,9                                              |
| Росіяни                                           | 42,7                                              |
| Білоруси                                          | 0,8                                               |
| Інші                                              | 1,6                                               |

## Освіта
Брянківський коледж, 2 професійно-технічних училища, 16 шкіл, 1 дитячо-юнацька спортивна школа.

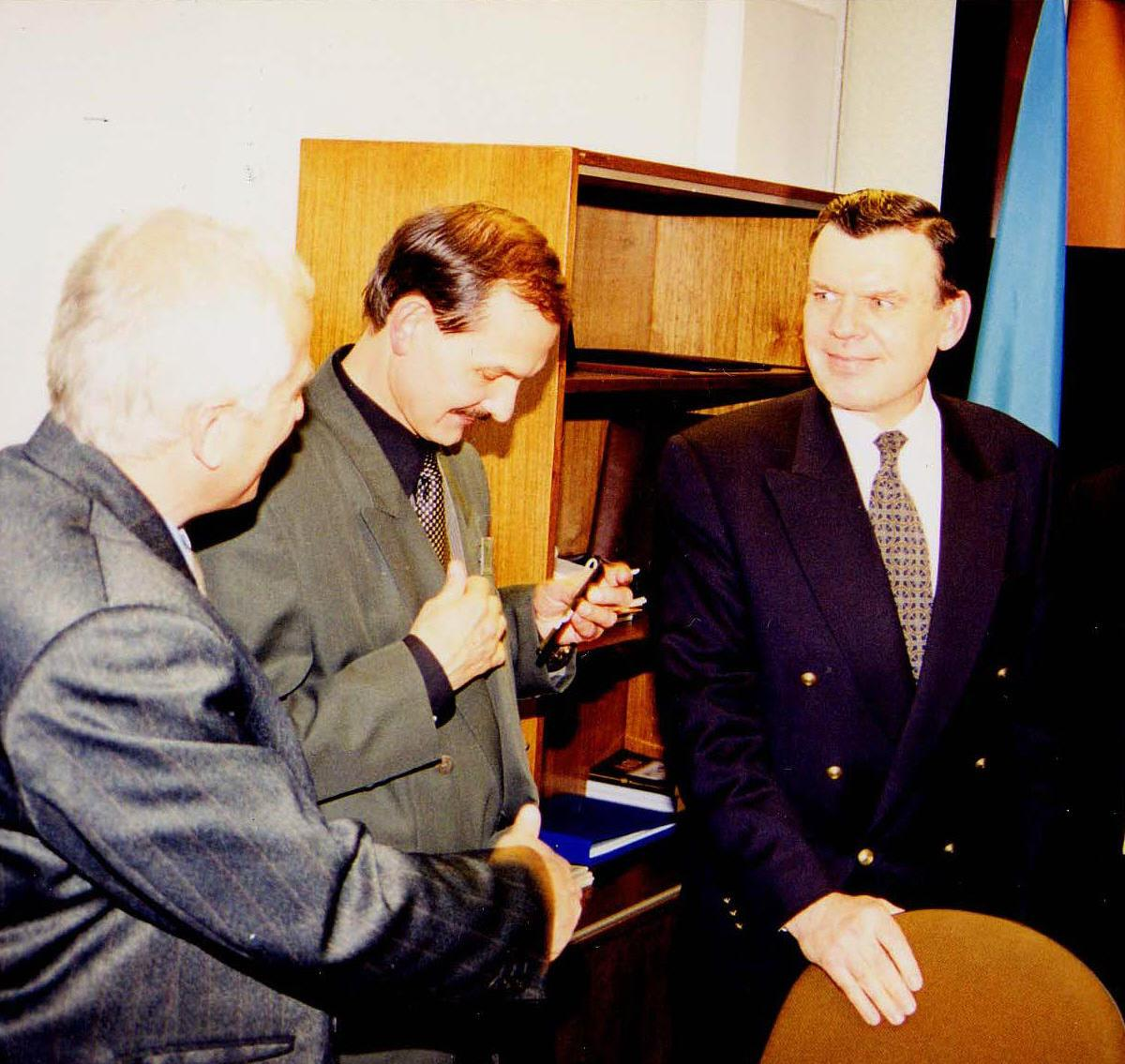
Костянтин Морозов (праворуч) приймає донецьких науковців у своєму офісі у Брюсселі

## Особистості
- Баглюк Григорій Микитович — український письменник, один з керівників Забоя та представник Розстріляного відродження. Жертва сталінських репресій.
- Гаркава Ніна Миколаївна (1951) — Голова Сумської державної адміністрації (13 грудня 2005 року — 24 листопада 2006 року)
- Гребенник Кузьма Євдокимович — Герой Радянського Союзу.
- Морозов Костянтин Петрович — генерал-полковник та дипломат, перший міністр оборони України (1991—1993) після відновлення незалежності України 1991 року.
- Судаков Георгій Вікторович[12] — український футболіст.
- Суржа Володимир Ілліч — український музикант, диригент, хормейстер, педагог, заслужений артист УРСР.